# 司法院法令
司法院法令是一種法令簡稱，用於英國有關最高司法院的法例。紐西蘭的該法令宜譯作司法體系法令。

## 列表

### 英國
- 《1873年最高司法院法令》（Supreme Court of Judicature Act 1873） (36 & 37 Vict. c.66)
- 《1875年最高司法院法令》（Supreme Court of Judicature Act 1875） (38 & 39 Vict. c.77)
- 《1876年上訴司法管轄權法令》（Appellate Jurisdiction Act 1876） (39 & 40 Vict. c.59)
- 《1877年最高司法院法令》（Supreme Court of Judicature Act 1877） (40 & 41 Vict. c.9)
- 《1879年最高司法院（人員）法令》（Supreme Court of Judicature (Officers) Act 1879） (42 & 43 Vict. c.78)
- 《1881年最高司法院法令》（Supreme Court of Judicature Act 1881） (44 & 45 Vict. c.68)
- 《1884年最高司法院法令》（Supreme Court of Judicature Act 1884） (47 & 48 Vict. c.61)
- 《1887年上訴司法管轄權法令》（Appellate Jurisdiction Act 1887） (50 & 51 Vict. c.70)
- 《1890年最高司法院法令》（Supreme Court of Judicature Act 1890） (53 & 54 Vict. c.44)
- 《1891年最高司法院（倫敦條款）法令》（Supreme Court of Judicature (London Clauses) Act 1891） (54 & 55 Vict. c.14)
- 《1891年最高司法院法令》（The Supreme Court of Judicature Act 1891） (54 & 55 Vict. c.53)
- 《1894年最高司法院（程序）法令》（Supreme Court of Judicature (Procedure) Act 1894） (57 & 58 Vict. c.16)

##### 1873至1894年的《司法院法令》
《1873至1894年司法院法令》（Judicature Acts 1873 to 1894）即以上列出的法規之合稱。
《1899年最高司法院法令》第2條訂定，該法令可與《1873至1894年司法院法令》一同引稱。
《1902年最高司法院法令》第2條訂定，該法令可與《1873至1894年司法院法令》一同引稱。

##### 1873至1910年的《司法院法令》
《1873至1910年司法院法令》（Judicature Acts 1873 to 1910）是《1873至1902年司法院法令》、《1909年司法院（規則委員會）法令》（9 Edw 7 c 11）及《1910年最高司法院法令》（10 Edw 7 & 1 Geo 5 c 12）之合稱。

#### 愛爾蘭
- 《1877年最高司法院法令（愛爾蘭）》（Supreme Court of Judicature Act (Ireland) 1877） (40 & 41 Vict. c.57)
- 《1878年〈1877年最高司法院法令（愛爾蘭）〉修訂法令》（Supreme Court of Judicature Act (Ireland) 1877 Amendment Act 1878） (41 & 42 Vict. c.27)
- 《1882年最高司法院法令（愛爾蘭）》（Supreme Court of Judicature (Ireland) Act 1882） (45 & 46 Vict. c.70)
- 《1887年最高司法院法令（愛爾蘭）》（Supreme Court of Judicature (Ireland) Act 1887） (50 & 51 Vict. c.6)
- 《1888年最高司法院（愛爾蘭）修訂法令》（Supreme Court of Judicature (Ireland) Amendment Act 1888） (51 & 52 Vict. c.27)

##### 1877至1888年的《司法院（愛爾蘭）法令》
《1877至1888年司法院（愛爾蘭）法令》（Judicature (Ireland) Acts 1877 to 1888）即以上列出的法規之合稱。

#### 北愛爾蘭
- 《1978年司法院（北愛爾蘭）法令》（Judicature (Northern Ireland) Act 1978）

### 紐西蘭
- 《1908年司法體系法令》（Judicature Act 1908）